# Dömper

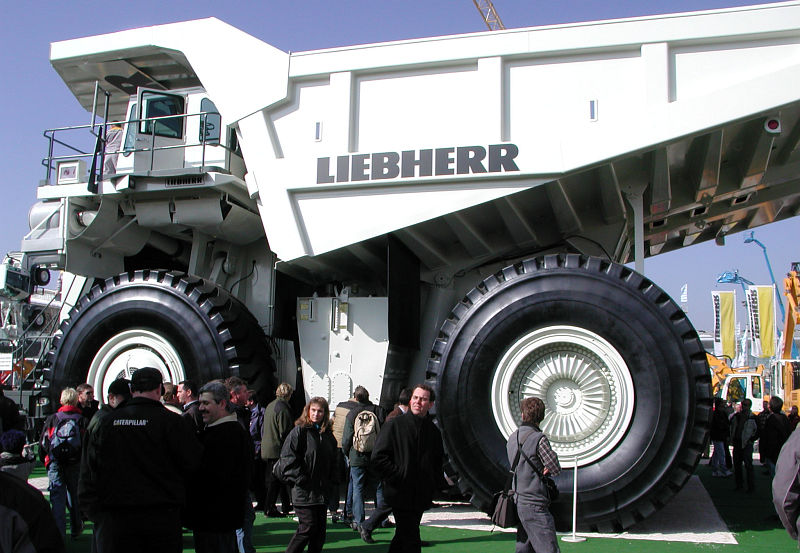
Liebherr T 282B dömper, a világ egyik legnagyobb ilyen típusú járműve

A dömper "billenő platójú", önkiürítő tehergépkocsi. Az építési munkák során elsősorban anyagszállításra használják, beleértve az építőanyagok helyszínre szállítását, valamint a keletkezett építési hulladék, szemét és törmelék elszállítását. Emellett bányákban is alkalmazzák a kitermelt föld szállítására, valamint egyéb speciális feladatok elvégzésére. 1:200 arányban kicsinyített, általában teljesen műanyag másolata kedvelt gyerekjáték. 
A dömper szó a járműtípus angol elnevezésének (dumper) magyarosított kiejtéséből és írásmódjából származik. A dumper szó az angol dump ('ledob, lezúdít') igéből képzett főnév.